# Mąkla tarniowa

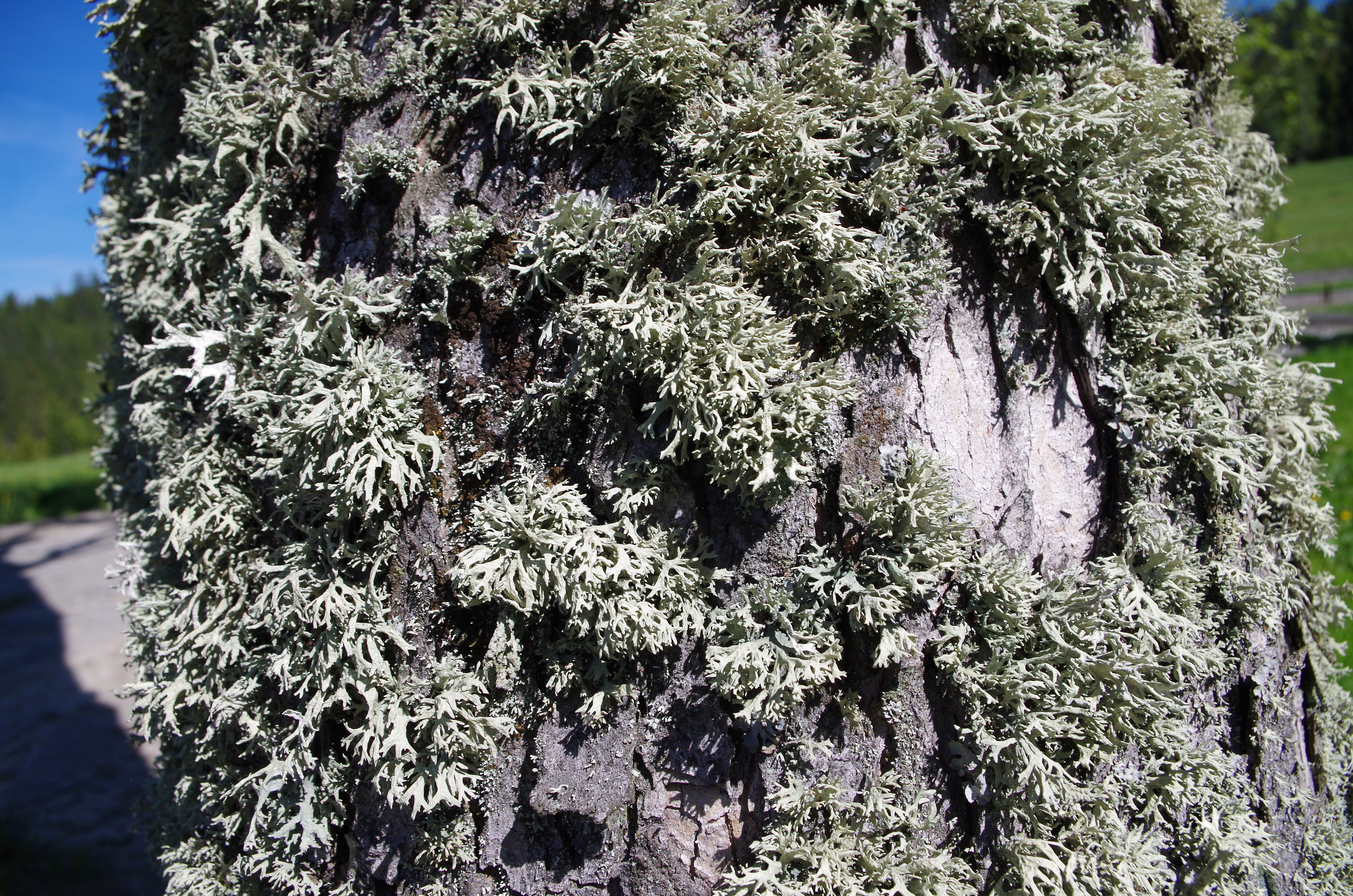

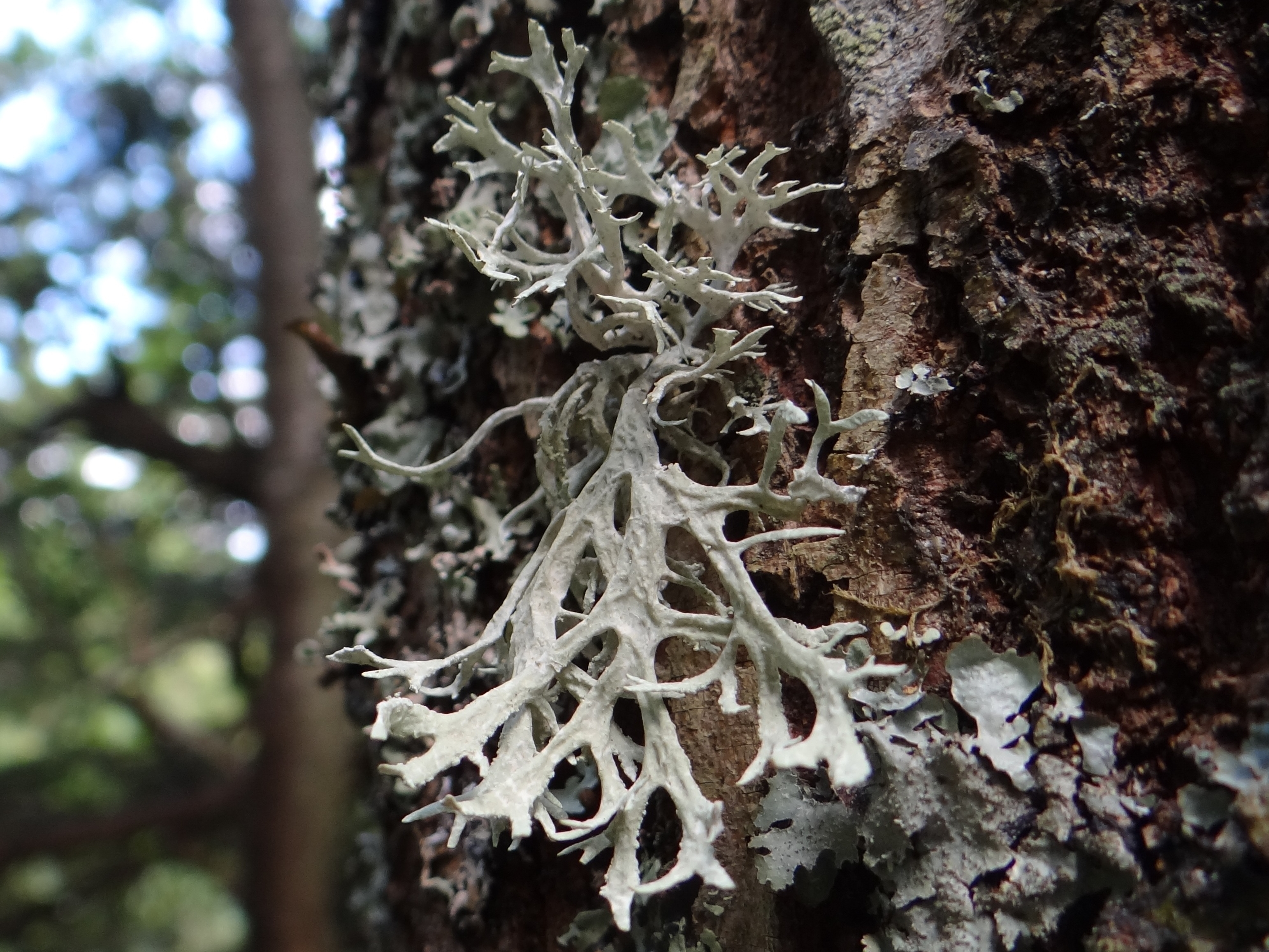

Mąkla tarniowa (Evernia prunastri (L.) Ach.) – gatunek grzybów z rodziny tarczownicowatych (Parmeliaceae). Ze względu na współżycie z glonami zaliczany jest do porostów.

## Systematyka i nazewnictwo
Pozycja w klasyfikacji według Index Fungorum: Evernia, Parmeliaceae, Lecanorales, Lecanoromycetidae, Lecanoromycetes, Pezizomycotina, Ascomycota, Fungi.
Po raz pierwszy takson ten opisał w roku 1753 Karol Linneusz nadając mu nazwę Lichen prunastri. Obecną, uznaną przez Index Fungorum nazwę nadał mu w roku 1810 Erik Acharius, przenosząc go do rodzaju Evernia.
Niektóre synonimy:
- Evernia herinii P.A. Duvign. 1940
- Evernia retusa (Ach.) Röhl. 1813
- Lichen prunastri L. 1753
- Lichen stictoceros Sm. 1804
- Lobaria prunastri (L.) Hoffm. 1796
- Parmelia prunastri (L.) Ach. 1803
- Physcia prunastri (L.) DC. 1805
- Platysma prunastri (L.) Frege 1812
- Ramalina prunastri (L.) Chevall. 1826

Polska nazwa według Krytycznej listy porostów i grzybów naporostowych Polski.

## Morfologia
Tworzy listkowato-krzaczkowatą plechę heteromeryczną z glonami protokokkoidalnymi. Zwisająca lub odstająca plecha ma długość do 10 cm i do podłoża przyrasta nasadą. Rozgałęzia się widełkowato lub nieregularnie. Ma barwę szarozielonawą, żółtozielonawą, czasami białawą. Odcinki plechy mają szerokość 1-6, wyjątkowo do 10 mm i tylko w początkowej fazie rozwoju są niemal obłe, wkrótce stają się silnie spłaszczone. Górna strona plechy jest płaska lub nieco wypukła i ma powierzchnię płytko dołeczkowaną lub pomarszczoną, rzadko gładką. Dolna strona plechy jest nieco rynienkowata, delikatnie żyłkowana, czasami podobna do górnej, zawsze jednak jest jaśniejsza. Soralia występują pojedynczo lub w mniejszych lub większych grupach. Mają białawe brzegi, niekiedy biała jest także ich górna strona. Owocniki mają średnicę 2–15 mm, pojawiają się jednak bardzo rzadko na brzegach odcinków plechy. W worku jest po 8 jednokomórkowych, bezbarwnych zarodników o rozmiarach 7–10 × 4–6 μm.

## Występowanie i siedlisko
Gatunek kosmopolityczny, najliczniej występujący na półkuli północnej, ale notowany na wszystkich kontynentach (poza Antarktydą). Występuje na terenie całej Polski i jest dość pospolity, jednak znajduje się na Czerwonej liście roślin i grzybów Polski. Ma status NT – gatunek niezagrożony bezpośrednio wyginięciem, jednak w niektórych regionach jego populacje są bliskie zakwalifikowania do kategorii gatunków zagrożonych. W Polsce był gatunkiem częściowo chronionym, od 9 października 2014 r. został wykreślony z listy gatunków porostów chronionych.
Występuje w lasach i na terenach otwartych, rzadko na wydmach nad brzegiem morza, rosnąc na korze wielu gatunków drzew liściastych i iglastych, rzadziej na stosach kamieni.

## Znaczenie
- Plecha mąkli tarniowej w okresach głodu była ważnym składnikiem pożywienia ludzi. Po zmieleniu jest w wielu rejonach Laponii do dzisiaj używana jako dodatek do mąki podczas pieczenia chleba[4].
- Surowiec, jakim są plechy mąkli tarniowej nosi tradycyjną nazwę mech dębowy. Olejek lotny destylowany z plech jest stosowany we współczesnej perfumerii. Znajduje się w wodach po goleniu, męskich dezodorantach, a ponadto jako olejek do lamp zapachowych[9].